# Staatstheater am Gärtnerplatz
Státní divadlo na Gärtnerplatz (běžně nazývané Gärtnerplatztheater) bylo otevřeno 4. listopadu 1865 v dnešní mnichovské čtvrti Isarvorstadt na živém náměstí Gärtnerplatz. Kromě Bavorské státní činohry a Bavorské státní opery je to jedno ze tří bavorských státních divadel. Vedle Bavorské státní opery je to druhý operní dům ve městě. Budova byla po generální rekonstrukci znovu otevřena v říjnu roku 2017. Divadlo se výhradně zabývalo operetou, v posledních letech se objevily i inscenace opery, muzikálu a baletu. Divadelní sezóna trvá od září do července a zahrnuje více než 200 představení.

## Historie
Po dlouholetém volání po vzniku lidového divadla (Volkstheater) v Mnichově, byla v roce 1863 ustavena prozatímní komise pro jeho založení. Mladý král Ludvík II. Bavorský vydal 10. května 1864, krátce po svém vstupu na trůn, povolení pro novostavbu budovy ve čtvrti Isarvorstadt. Plánováním stavby byl pověřen Franz Michael Reiffenstuel . Vzorem pro stavbu mu bylo Národní divadlo se svým „střízlivým klasicistním stylem“. Základní kámen byl položen 25. srpna 1864, slavnostní glajcha (dokončení hrubé stavby) se konala již 27. května 1865.  Dokončení stavby bylo oslaveno 4. listopadu 1865. Za Dvůr nebyl přítomen patron stavby, král Ludvík II., ale vévoda Max Joseph. Po prologu se hrála alegorická slavnostní hra od  Hermanna Schmida Was wir wollen s hudbou od Georga Kremplsetzera. Nové divadlo bylo zamýšleno jako doplněk stávajících dvorních divadel a mělo se od nich v repertoáru lišit. Brzy se však dostalo do finanční krize. Jeho provoz byl několikrát přerušen, vedení divadla se měnilo i několikrát za rok. Úpadek byl vyhlášen v roce 1868 a divadlo šlo v březnu 1870 do dražby. Za 70 000 guldenů (zlatých) budovu divadla získal jeho bývalý ředitel, Friedrich Engelken. Krátce nato přešlo na architekta Reifenstuela a jeho partnera. Koupili budovu jako bílí koně pro krále Ludwiga II., který ji tak v květnu 1870 oficiálně získal do rodinného jmění Wittelsbachů. Aukce inventáře byla odvrácena znovuotevřením divadla 1. října 1870. Ředitelem se stal Hermann von Schmid, který do divadla přišel původně jako dramaturg, ale během  přelomové fáze divadlo několikrát řídil. V roce 1873 udělil Ludwig II divadlu královský titul „Königliches Theater am Gärtnerplatz“. Od roku 1877 se ředitelem stal Karl von Perfall, který také současně řídil královská dvorní divadla. Vrchol nádhery, velkoleposti vybavení, dekorace a scénografie divadlo zažilo v sezóně 1878/1879. To sebou ale přineslo také značný deficit. Perfall proto v červnu 1879 rezignoval a soustředil se pouze na dvorní divadla. Jako jeho nástupce byl z Gdaňska přiveden Georg Lang, syn mnichovského komika Ferdinanda Langa. V důsledku toho  již divadlo nemohlo používat královský erb a znovu fungovalo jako „Theater am Gärtnerplatz“. V roce 1913 budovu přestavěl architekt Eugen Drollinger. Byl nově vyřešen přístup diváků k balkonům a vzniklo i více lóží.
Během první světové války se hrálo mnoho představení pro charitativní organizace, ve prospěch válečného fondu a pro sociální instituce. Začátkem roku 1917 byl provoz divadla kvůli nedostatku uhlí na 14 dní přerušen. V roce 1923 divadlo přešlo do majetku kompenzačního fondu Wittelsbachů.(Wittelsbacher Ausgleichsfonds). .
Od samého počátku se v divadle hrály operety. Tento žánr byl tehdy teprve na počátku svého vývoje. Na programu byl také singspiel. Při otevření budovy jako dvorního divadla se hrála mimo jiné jednoaktovka Salon Pitzelberger nazvaná Eine musikalische Soirée in der Vorstadt, kterou vytvořil skladatel Jacques Offenbach. Konalo se také několik operetních premiér. Například 18. října 1879 to byla premiéra operety Die Fornarina skladatele Carl Zeller, s tehdy oblíbenými herci jako Amalie Schönchen, Agnes Lang-Ratthey, Franz Josef Brakl a Max Hofpauer. Na konci roku 1892 v divadle několik týdnů hostovali lidé z Afriky při divadelní přehlídce národů (Völkerschau) Die Amazonen von Dahomey. Od roku 1899 bylo divadlo provozováno jako čistě operetní a patřilo k předním divadlům v Německu. Spisovatelka Fanny zu Reventlow, která patřila k mnichovské bohémě (Münchner Bohème) a krátce se také učila herectví, zde v roce 1898 měla krátké angažmá.
Na konci dvacátých let (1920) v divadle hrála až čtyřicetosmkrát měsíčně Magda Schneider, jedna z vysoce uznávaných hvězd. Až do třicátých let minulého století se hrály žertovné hudební frašky a lidové hry. Národněsocialistická cenzura zakázala představení židovských spisovatelů, libretistů a skladatelů a určila divadlo výhradně pro operetu. Kompenzační fond Wittelsbachů.(Wittelsbacher Ausgleichsfonds) divadlo v dubnu 1937 prodal Svobodnému státu Bavorsko. Původní plány demolice a následné nové výstavby nebyly realizovány; místo toho došlo k zásadní renovaci a z divadla se stala první a jediná státní operetní scéna. Divadlo bylo znovu otevřeno 20. listopadu 1937 představením Netopýr (Die Fledermaus). V roce 1938 se ředitelem divadla stal Fritz Fischer, hudebním režisérem Peter Kreuder. Fischer vytvořil nový umělecký styl založený na berlínských revue a filmových operetách. Masové obsazení, velkolepá výprava a rychlé tempo nerušené žádnou pauzou.
21. dubna 1945 bylo divadlo při posledním náletu na Mnichov bombardováno. Byl zničen portál a vyhořel prostor jeviště. V budově se tedy nemohlo až do roku 1948 hrát, kdy bylo divadlo z roku 1937 s drobnými změnami obnoveno.
Nový slavnostní začátek se konal 19. června 1948 operetou Noc v Benátkach (Eine Nacht in Venedig) Johanna Strausse. Prvním hostujícím režisérem byl Gustaf Gründgens, který 6. července 1949 vytvořil virtuózní představení Offenbachových Banditů (Die Banditen)  Sám Gründgens hrál hlavní roli.

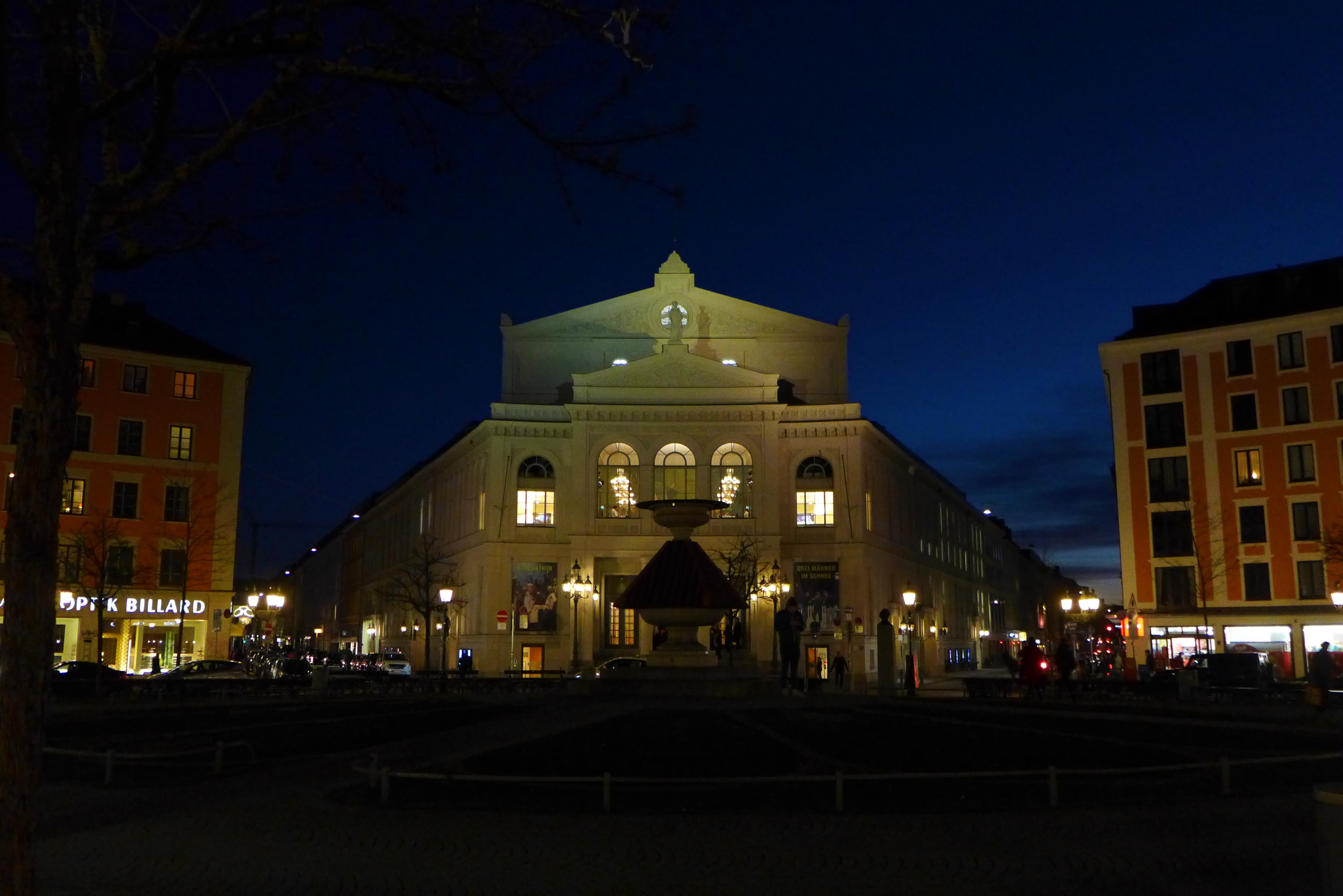
Státní divadlo na Gärtnerplatz v noci

První úlohou vzkříšeného divadla bylo sestavení repertoáru z úspěšných skladeb jako Žebravý student (Der Bettelstudent), Viktorie a její husar (Viktoria und ihr Husar), Čardášová princezna (Die Csárdásfürstin) (se Sari Barabas), Ptáčník (Der Vogelhändler), Hraběnka Marica (Gräfin Mariza) a Země úsměvů (Land des Lächelns), aby  měl příznivý ohlas u publika. Událostí, která dosáhla daleko za hranice hlavního města, byla premiéra hudební komedie Ohňostroj (Feuerwerk) v inscenaci Erika Charella 16. května 1950. Od roku 1952 do roku 1955 převzal odpovědnost za divadlo Rudolf Hartmann, který současně vedl Bavorskou státní operu a zařídil, že se opery hrály v obou divadlech. Opera se však od operety přesně oddělila. Operní představení zajišťoval soubor Bavorské státní opery, zatímco operetní představení hrál soubor divadla na Gärtnerplatz. Dům tak sloužil dvěma pánům.
V roce 1955 bylo sloučení s Bavorskou státní operou zrušeno. Divadlo dostalo nový název „Staatstheater am Gärtnerplatz“ a jeho repertoár byl rozšířen. V roce 1956 byly uvedeny první muzikály: Fanny s Christine Görner a Trude Hesterberg v hlavních rolích a Kiss Me, Kate s Johannem Heesters. V roce 1984 měl premiéru muzikál My Fair Lady. V režii Augusta Everdinga zpívala roli Elizy Doolittle Cornelia Froboess. V roce 1957 zde byla uvedena mnichovská premiéra Stravinského opery Život prostopášníka (The Rake's Progress). Světové premiéry oper: Daniel od Paula Engela v roce 1994, Das Beben od Aveta Terteriana v roce 2003 a Der Flaschengeist od Wilfrieda Hillera v roce 2014. V důsledku uzavření divadla bylo hráno v sále Carl-Orff-Saal v mnichovském kulturním centru Gastaig.
Divadlo bylo v roce 2012 uzavřeno pro provedení rozsáhlé rekonstrukce. Znovu bylo slavnostně otevřeno 15. října 2017, po kterém 19. října následovala nová inscenace operety Veselá vdova (Die lustige Witwe)

## Architektura
Náměstí Gärtnerplatz, kde se divadlo nachází, bylo pojmenováno po Friedrichovi von Gärtnerovi, významném architektovi XIX. století v Bavorsku vedle Leo von Klenze. Divadlo bylo postaveno podle návrhů architekta Franze Michaela Reiffenstuela.Ten také dělal všechny tesařské a truhlářské práce sám, zatímco jeho syn stavěl zdivo. Divadlo bylo prosté historizační nádhery a ozdobného balastu. Nemělo totiž povinnost zastupovat Dvůr, ale jeho cílem bylo objevovat lidové veselí, i když bylo ve struktuře hlediště a balkonů založeno podle Dvorního a Národního divadla. Fasáda je pozdně klasicistní s dekorativními prvky maximilianského stylu. Postava ve štítu pochází od německého sochaře Maxe von Widnmanna.

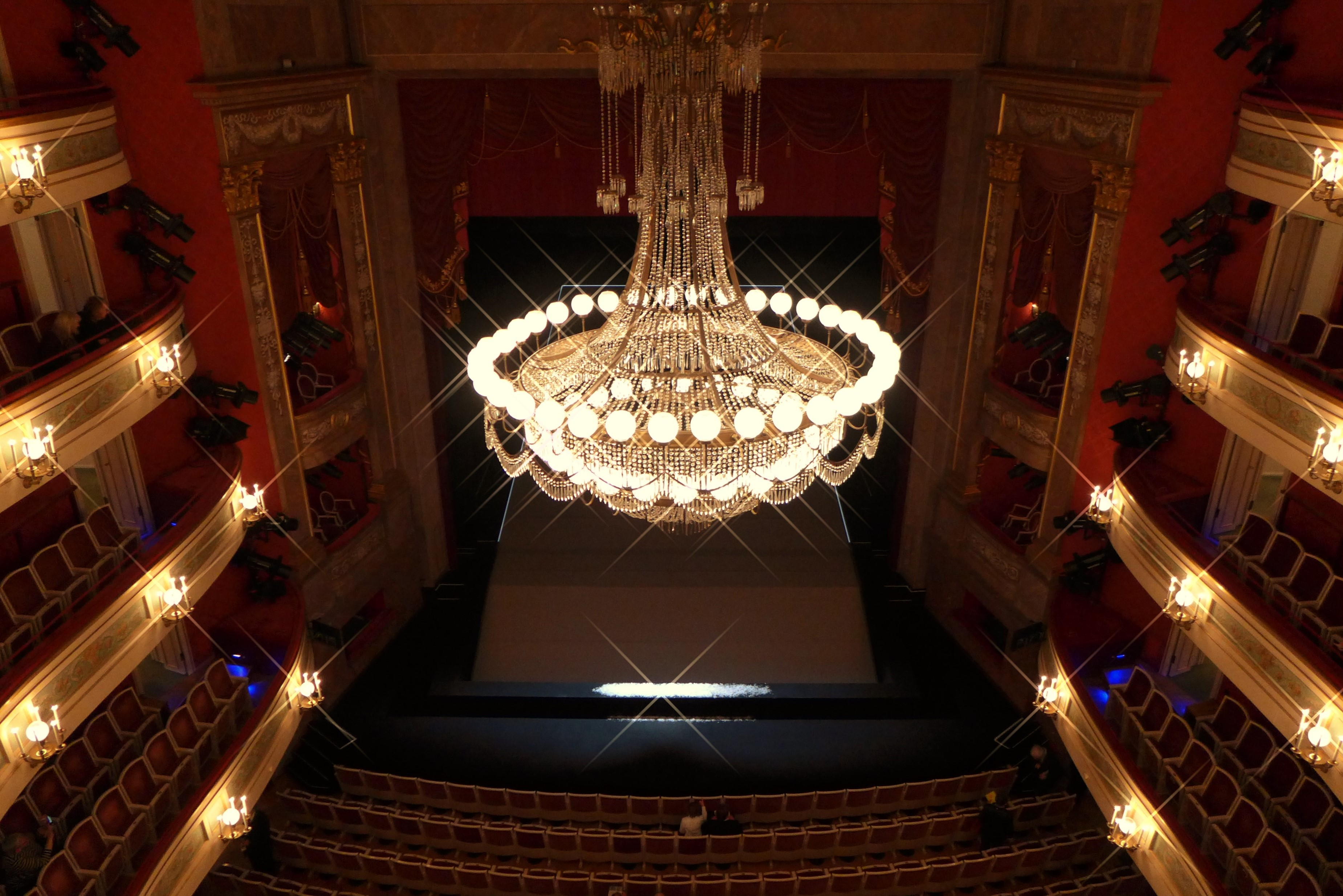
Státní divadlo na Gärtnerplatz, hlediště s pohledem na jeviště

Budova byla poškozena ve druhé světové válce, ale ne tolik jako jiné budovy v okolí nebo jako mnichovské Národní divadlo. V roce 1948 se začalo znovu hrát. V průběhu dalších desetiletí pak bylo hlediště několikrát přestavováno a v roce 1969 divadlo znovu získalo svůj původní tvar. V roce 1980  byl obnoven i původní vzhled fasády. V roce 1978 byla také dokončena přístavba na Klenzestrasse, ve které se nachází administrativa, jídelna, dílny, zkušební jeviště, sál pro zkoušky sboru a baletní sál. Počátkem devadesátých let (1990)  bylo přestavěno orchestřiště. S těmito úpravami byly obnoveny také zvukové a světelné systémy. Další přeměna proběhla v roce 1999. Bylo kompletně obnoveno jeviště (jeho horní i dolní strojní zařízení). Od května 2012 do října 2017 proběhla celková rekonstrukce budovy. Během ní divadlo hrálo na různých místech, jako například v divadle Cuvilliés (Cuvilliéstheater), v Německém divadle (Deutsches Theater), v divadle Prinzregententheater, ve Staré kongresové hale (Alte Kongresshalle) nebo v Reithalle.
Divadlo na Gärtnerplatz je klasickým divadlem (balkon se střední lóží a třemi úrovněmi). Má 893 diváckých míst (včetně sedmdesáti míst k stání) a tři zkušební jeviště. Šířka hlavního jevištního portálu činí 9,5 m, výška 6,85 m.

## Premiéry (výběr)
- 1879: Die Fornarina, operetu složil Carl Zeller
- 1886: Der Doppelgänger, operetu složil Alfred Zamara
- 1906: Der Pfiffikus, operetu složil Bertrand Sänger
- 1950: Feuerwerk, hudební komedii složil Paul Burkhard
- 1957: Katharina Knie, muzikál složil Mischa Spoliansky
- 1985: Der Goggolori, bavorské vyprávění s hudbou složil Wilfried Hiller
- 1994: Daniel, operu složil Paul Engel
- 1999: Wenn die Zeit über die Ufer tritt, operu složil Vladimir Tarnopolski
- 2003: Das Beben, operu složil Awet Terterjan
- 2004: Berenice, operu složil Johannes Maria Staud
- 2006: Marilyn, muzikál složil Olivier Truan a další
- 2008: ChristO, rockovou operu složil Vanden Plas a.další
- 2013: Onkel Präsident, operu složil Friedrich Cerha
- 2014: Der Flaschengeist, singspiel složil Wilfried Hiller, libretto Felix Mitterer
- 2015: Gefährliche Liebschaften, muzikál složil Marc Schubring a další
- 2015: Bussi, das Munical, muzikál složil Thomas Hermanns
- 2016: Liliom, operu složil Johanna Doderer
- 2017: Frau Schindler, operu složil Thomas Morse
- 2018: La Strada, balet složil Marco Goecke podle stejnojmenného filmu od Federico Fellini
- 2018: Pumuckl, muzikál složili Franz Wittenbrink a Anne X. Weber podle Ellis Kaut
- 2018: Momo, operu složili Wilfried Hiller a Wolfgang Adenberg, podle stejnojmenného románu od Michaela Ende
- 2019: Drei Männer im Schnee, operetu složil Thomas Pigor, podle románu od Ericha Kästner

## Ředitelé divadla (výběr)
- 1898–1899: Franz Josef Brakl
- 1932–1936: Otto Reimann
- 1937: Oskar Walleck
- 1937–1938: Fritz Fischer
- 1941–1944: Fritz Fischer
- 1946–1952: Curth Hurle
- 1955–1958: Willy Duvoisin
- 1959–1964: Arno Assmann
- 1964–1983: Kurt Pscherer
- 1983–1996: Hellmuth Matiasek
- 1996–2007: Klaus Schultz
- 2007–2012: Ulrich Peters

Od roku 2012 je ředitelem divadla Josef Ernst Köpplinger.
Dirigentem je Anthony Bramall (od roku 2017)
Ředitelem baletu je Karl Alfred Schreiner (od roku 2012).